# Horodîșce, Litîn
Horodîșce (în ucraineană Городище) este un sat în comuna Sosnî din raionul Litîn, regiunea Vinnița, Ucraina.

## Demografie
Componența lingvistică a localității Horodîșce
     Ucraineană (99,45%)
     Alte limbi (0,55%)
Conform recensământului din 2001, majoritatea populației localității Horodîșce era vorbitoare de ucraineană (99,45%), existând în minoritate și vorbitori de alte limbi.